# Halimeda scabra
Espèce
Halimeda scabra est une espèce d'algues vertes de la famille des Halimedaceae.